# Johann Vormittag
Johann Vormittag (ur. 5 sierpnia 1904 w Vladimirescu, zm. ?) – zbrodniarz nazistowski, członek załogi niemieckich obozów koncentracyjnych Auschwitz-Birkenau i Lublin oraz SS-Sturmmann. 
Volksdeutscher rumuński. Z zawodu piekarz. W czasie II wojny światowej pełnił służbę jako wartownik w obozach Auschwitz-Birkenau i KL Lublin. 25 lutego 1947 został wydany przez Amerykanów władzom polskim. 13 kwietnia 1949 Vormittag skazany został przez Sąd Okręgowy w Lublinie na dożywocie za mordowanie więźniów w trakcie transportu z KL Warschau do Dachau oraz udział w organizacji przestępczej, czyli załodze obozu koncentracyjnego. Z więzienia zwolniono go 11 marca 1959.